# Із Землі на Місяць (телесеріал)
Із Землі на Місяць (англ. From the Earth to the Moon) — телевізійний міні-серіал каналу HBO з дванадцяти епізодів. Серіал-докудрама розповідає історію проєкта «Аполлон» — експедицій на Місяць у 1960-х і на початку 1970-х років. Серіал базується на книзі Ендрю Чайкіна «Людина на Місяці». Продюсерами серіалу виступили Рон Говард, Брайан Грейзер, Том Генкс і Майкл Бостік. Серіал відрізняється акуратним ставленням до фактів історії проєкта «Аполлон» і видатними спецефектами режисера Ернеста Д. Фаріно.
Серіал бере свою назву від знаменитого науково-фантастичного роману Жюля Верна «Із Землі на Місяць».
Одинадцять з дванадцяти епізодів починаються з представлення Тома Генкса. В останньому епізоді оповідачем виступає Блайт Даннер, значну частину цього епізоду займає реконструкція створення Жоржем Мельєсом свого знаменитого фільму «Подорож на Місяць». Генкс з'являється в цих сценах як помічник Мельєса.

## Кастинг
У серіалі зображуються 30 з 32 астронавтів, які літали або збиралися літати у 12 місіях програми "Аполлон". Показані також члени багатьох сімей астронавтів, співробітники НАСА та інші. 

## Епізоди
Дванадцять епізодів, режисерами яких стали різні люди, використовують різні точки зору і теми, а також послідовно охоплюють програми "Меркурій", "Джеміні" та "Аполлон". Для поєднання епізодів впроваджено вигаданого персонажа -  Еммета Сіборна (Лейн Сміт) - досвідченого репортера вигаданої телевізійної мережі, яка стежить за космічною програмою США з перших днів.

## Інформація про виробництво
Актори мали можливість спілкуватися і потоваришувати зі справжніми космонавтами, яких вони зображували. 
Частини міні-серіалу були зняті в Disney-MGM Studios (нині Disney's Hollywood Studios) в Орландо, штат Флорида. Сцени виходу на поверхню Місяця були зняті всередині ангара для дирижаблів на колишній морській базі у Тастині, Каліфорнія. Для імітації сили тяжіння на Місяці, що в шість разів менша за земну, до спин акторів прикріпили метеорологічні повітряні кулі, наповнені гелієм.

## Нагороди
Серіал завоював три нагороди Еммі у номінаціях "Найкращий міні-серіал або фільм", "Найкращий підбір акторів для міні-серіалу або фільму" і "Найкращий грим у міні-серіалі або фільмі". Крім того, серіал отримав у 1999 році премію "Золотий глобус" у номінації "Найкращий міні-серіал або фільм, створений для телебачення".
| Фільми | Це незавершена стаття про кінофільм. Ви можете допомогти проєкту, виправивши або дописавши її. |